# 奧克蘭 (愛荷華州)
奧克蘭（英語：Oakland）是一個位於美國愛荷華州波特瓦特米縣的城市。

## 地理
奧克蘭的座標為41°18′41″N 95°23′44″W / 41.31139°N 95.39556°W，而該地的平均海拔高度為337米（即1106英尺）。

## 人口
根據2010年美國人口普查的數據，奧克蘭的面積為4.09平方千米，當中陸地面積為3.68平方千米，而水域面積為0.41平方千米。當地共有人口1527人，而人口密度為每平方千米373人。